# Наубахт
Наубахт Ахваз аль-Фарісі (перс. نوبخت اهوازى; пом. бл. 777) — перський астролог при Багдадському халіфі аль-Мансурі. Його ім'я Наубахт («нове щастя»), ймовірно пов'язано з прийняттям ним ісламу.

## Біографія
Наубахт був астрологом і перекладачем при дворі останніх омеядських халіфів. З твердженням аббасидської династії зблизився з халіфом аль-Мансуром і за свою вірність Аббасидам отримав від останнього в ленне володіння 2 тисячі джарібов землі в аль-Хувайзе.
Під час правління халіфа аль-Мансура зросла популярність Наубахта і його вплив при дворі. В 762 році разом з халіфом і Машаллахом керував вимірами при будівництві Багдаду. Саме Наубахт, будучи астрологом у халіфаті, за положенням зірок і світил обчислив годину початку будівництва міста. Тоді ж Наубахт під дружнім тиском халіфа аль-Мансура прийняв іслам.
З його праць відомий трактат з астрології «Книга про вироки [зірки]».
Прожив більше ста років. Після смерті Наубахта місце придворного астролога і перекладача зайняв його син Аль-Фадль ібн ан-Наубахт, який прожив близько 80 років і переживший сім халіфів, помер в 818 при халіфі аль-Мамуні.
Наубахт заснував один з численних перських родів — Наубахті. Члени династії були відомими вченими і державними діячами та внесли свою лепту в створення мусульманської цивілізації, зокрема в галузі точних наук, філософії і догматики (аль-Фадль, аль-Хасан ібн Сахл, Абдуллах ібн Сахл, аль-Хасан ібн Муса та ін.).